# Войнаровський Павло Дмитрович
Павло Дмитрович Войнаровський 15 [27] лютого 1866, Севастополь — 26 червня [9 липня] 1913, Санкт-Петербург) — організатор російської електротехнічної освіти й першої в Росії високовольтної лабораторії (1904), фахівець у галузі електротехніки, електрозв'язку, передачі електроенергії повітряними й кабельними лініями, педагог, професор (1898). Директор електротехнічного інституту (1906—1912).

## Біографія
Павло Войнаровський народився 3 лютого 1866 в місті Севастополі (Крим).
У 1886 році закінчив фізико-математичний факультет марсельського університету. Закінчив Технічне училище Поштово-телеграфного відомства в Санкт-Петербурзі (1890). Звання «телеграфного інженера» отримав в 1894. Продовжив освіту в Бельгії, де з відзнакою в 1895 закінчив льєзький Електротехнічний інститут Монтефиоре як інженер-електрик.

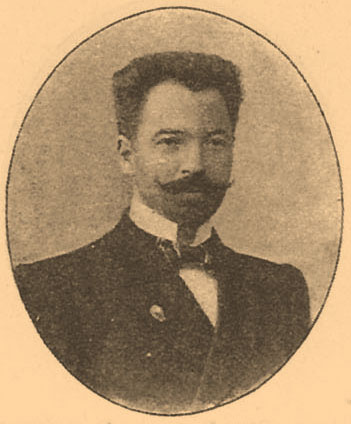
Фото з Інтерес

Працював механіком Управління міських телеграфів в Москві, де незабаром здобув популярність як великий фахівець з електрозв'язку.
З 1891 по 1912 — викладав у Петербурзькому електротехнічному інституті, потім — професор (з 1898) і завідувач кафедрою електротехніки Петербурзького електротехнічного інституту. Директор електротехнічного інституту (1906—1912). З 1894 викладав також в Санкт-Петербурзькому університеті.
У 1906 році при установі премії імені А. С. Попова обраний головою комісії з присудження премії.
Був членом Російського технічного товариства, електротехнічного товариства й редактором журналу «Електротехнічний вісник» (1898—1899), Постійного комітету Всеросійських електротехнічних з'їздів (1899—1912), Товариства інженерів-електриків, які закінчили ЦІ (голова бюро в 1909—1912), Асоціації інженерів -Електрика інституту Монтефиоре (з 1895), Міжнародного електротехнічного комітету (1911). Учасник міжнародних електротехнічних з'їздів у Парижі (1900), Марселі (1908), Брюсселі (1910).
Павло Дмитрович Войнаровський помер 13 червня 1913 року в місті Санкт-Петербурзі.

## Наукова діяльність
Автор перших у Росії оригінальних праць, прикладних розробок та лекційних курсів з телефонії, електричного освітлення, електричних вимірів, електричної тяги.
Велике значення мали праці П. Войнаровського з питань передачі електричної енергії повітряними й кабельними лініями.
У 1895 склав проєкт міжміської телефонної лінії Петербург — Москва (побудована 1898 року), яка була однією з найбільших магістралей того часу.
У 1901 підготував розрахунок температурного режиму роботи проводів і кабелів.
У 1912 вперше виклав теорію електричного кабелю. Провів дослідження про вплив трамвайних ліній на лінії зв'язку, по електричній тязі, розрахунку електричних мереж.
У 1903 склав атлас креслень і малюнків, що відображають різні способи укладання кабелів.
Брав участь у створенні «Енциклопедичного словника Брокгауза і Ефрона».

## Вибрані праці
- Електрична передача сили на відстань змінними однофазним і багатофазним струмами (СПб, 1894)
- Досліди дослідження поширення змінного струму по довгих дротах (1896)
- Боротьба телефону з електричним трамваєм (1898)
- Підземні телефонні мережі (1898)
- Теоретичне і практичне керівництво по телефонії (СПБ, 1899)
- Теорія електричного кабелю (СПБ, 1912)

## Нагороди
- Орден Святого Станіслава,
- Орден Святої Анни,
- Орден Святого Володимира.

## Пам'ять
- На згадку про заслуги Павла Дмитровича Войнаровського, в 1913 році був утворений фонд його імені для установи стипендій та премій, що діяв до 1919 року.
- У 1-му корпусі СПбГЕТУ в 1996 році близько лабораторії теоретичних основ електротехніки встановлено меморіальну дошку, присвячену П. Д. Войнаровського.